# Chuyến bay 434 của Philippine Airlines
Chuyến bay 434 của Philippine Airlines, là chuyến bay vào ngày 11 tháng 12 năm 1994 từ Cebu đến Tokyo trên một chiếc Boeing 747-283B bị hư hại nghiêm trọng do một quả bom, giết chết một hành khách và làm hỏng các hệ thống điều khiển quan trọng. Vụ đánh bom là một cuộc thử nghiệm của các cuộc tấn công khủng bố Bojinka không thành công. Chiếc Boeing 747 (số đuôi EI-BWF) đang bay chặng thứ hai của lộ trình từ Sân bay quốc tế Ninoy Aquino (trước đây là Sân bay quốc tế Manila), Pasay ở Philippines, đến Sân bay quốc tế Narita, ở Tokyo, Nhật Bản, dừng chân tại Sân bay quốc tế Mactan-Cebu, Cebu, Philippines. Sau khi quả bom phát nổ, phi công kỳ cựu 58 tuổi Cơ trưởng Eduardo "Ed" Reyes đã có thể hạ cánh máy bay, cứu nó cùng những hành khách và phi hành đoàn còn lại.
Các nhà chức trách sau đó phát hiện ra rằng Ramzi Yousef, một hành khách trên chuyến bay trước của máy bay, đã đặt chất nổ. Yousef lên chuyến bay với cái tên giả tiếng Ý "Armaldo Forlani", một cách viết sai tên của nhà lập pháp Ý Arnaldo Forlani, để không bị bắt.  Yousef sau đó bị kết tội đánh bom Trung tâm Thương mại Thế giới năm 1993.

## Máy bay và phi hành đoàn
Máy bay khai thác Chuyến bay 434 là một chiếc Boeing 747-283BM 15 tuổi, số đăng ký EI-BWF, số sê-ri 21575. Nó thực hiện chuyến bay đầu tiên vào ngày 17 tháng 2 năm 1979 và được giao cho Scandinavian Airlines (SAS) vào ngày 2 tháng 3 năm 1979 với tên gọi SE-DFZ, vận hành máy bay với tên gọi "Knut Viking". Chiếc máy bay sau đó được giao cho Philippine Airlines vào ngày 1 tháng 4 năm 1992, sau khi bay với Nigeria Airways, Lionair(Luxambourg) và Aerolíneas Argentinas, từ ngày 3 tháng 6 năm 1983 đến ngày 30 tháng 3 năm 1992.
Phi hành đoàn bao gồm những người sau đây:
- Cơ trưởng Eduardo "Ed" Reyes (1936 – 14 tháng 2 năm 2007), một phi công kỳ cựu 58 tuổi, từng phục vụ trong Lực lượng Không quân Philippines từ năm 1958 đến năm 1964, và đã bay với Philippine Airlines từ năm 1964.
- Cơ phó Jaime Herrera (1948 – 27 tháng 3 năm 2021), cũng là một phi công kỳ cựu đã bay với Philippine Airlines từ năm 1970. Herrera 46 tuổi và đang là phi công phụ vào thời điểm xảy ra sự cố.
- Kỹ sư bay Dexter Comendador (sinh ngày 6 tháng 11 năm 1960), giống như Reyes, cũng là một phi công của Lực lượng Không quân Philippine, phục vụ từ năm 1983 đến năm 1992. Anh ấy đã bay với Philippine Airlines từ năm 1992. Khi đó Comendador 34 tuổi. Ông là Giám đốc điều hành của Philippines AirAsia từ năm 2016 đến 2019.

## Đánh bom

### Đặt bom
Ramzi Yousef lên máy bay cho chặng bay từ Manila đến Cebu. Máy bay khởi hành từ Manila lúc 5:35 sáng (UTC+08) Sau khi máy bay cất cánh, anh ấy đi vào nhà vệ sinh với túi vệ sinh trên tay và cởi giày để lấy pin, hệ thống dây điện và nguồn tia lửa giấu trong gót chân dưới mức mà máy dò kim loại được sử dụng vào thời điểm đó không thể phát hiện ra. Yousef đã tháo một chiếc đồng hồ kỹ thuật số Casio đã được sửa đổi khỏi cổ tay của mình để sử dụng làm đồng hồ bấm giờ, giải nén các vật liệu còn lại từ túi vệ sinh và lắp ráp quả bom của mình. Anh ta hẹn giờ bốn giờ sau, khi anh ta đã rời máy bay từ lâu và máy bay sẽ ở rất xa trên đại dương và trên đường đến Tokyo trong chặng tiếp theo của hành trình, anh ta đặt toàn bộ quả bom trở lại vào túi và quay trở lại. chỗ ngồi được chỉ định của mình.
Sau khi di chuyển đến ghế 26K theo sự cho phép của một tiếp viên hàng không do anh ta tuyên bố rằng anh ta có thể nhìn rõ hơn từ ghế đó, Yousef đã nhét quả bom đã được lắp ráp vào túi áo phao bên dưới. Yousef đã quyết định ở đây vì trong một số kiểu máy bay 747, thùng nhiên liệu nằm bên dưới sẽ gây ra thiệt hại đáng kể và rất có thể khiến máy bay rơi xuống; chiếc 747 được sử dụng cho chuyến bay này có thùng nhiên liệu lùi xa hơn. Anh ấy xuống máy bay ở Cebu. Tiếp viên hàng không nội địa Philippines Maria De La Cruz nhận thấy rằng Yousef đã đổi chỗ ngồi trong suốt chuyến bay từ Manila đến Cebu và xuống máy bay ở Cebu cùng với phi hành đoàn nội địa, nhưng không chuyển thông tin này cho phi hành đoàn chuyến bay quốc tế đã lên máy bay. tại Cebu cho chuyến đi đến Tokyo. 25 hành khách khác cũng đã xuống máy bay tại Cebu, nơi có thêm 256 hành khách và một phi hành đoàn mới bao gồm Người theo đuổi chuyến bay Isidro Mangahas, Jr., Tiếp viên chuyến bay Fernando Bayot, Agustin Azurin, Ronnie Macapagal, E. Reyes, R. Santiago, Chuyến bay Các tiếp viên M. Alvar, Alpha Nicolasin, Cynthia Tengonciang, Andre Palma, Socorro Mendoza, E. Co, L. Garcia, N. dela Cruz, Adora Altarejos, L. Abella và phiên dịch viên tiếng Nhật K. Okada lên máy bay cho chặng cuối cùng của chuyến bay đến Tokyo.

### Vụ nổ

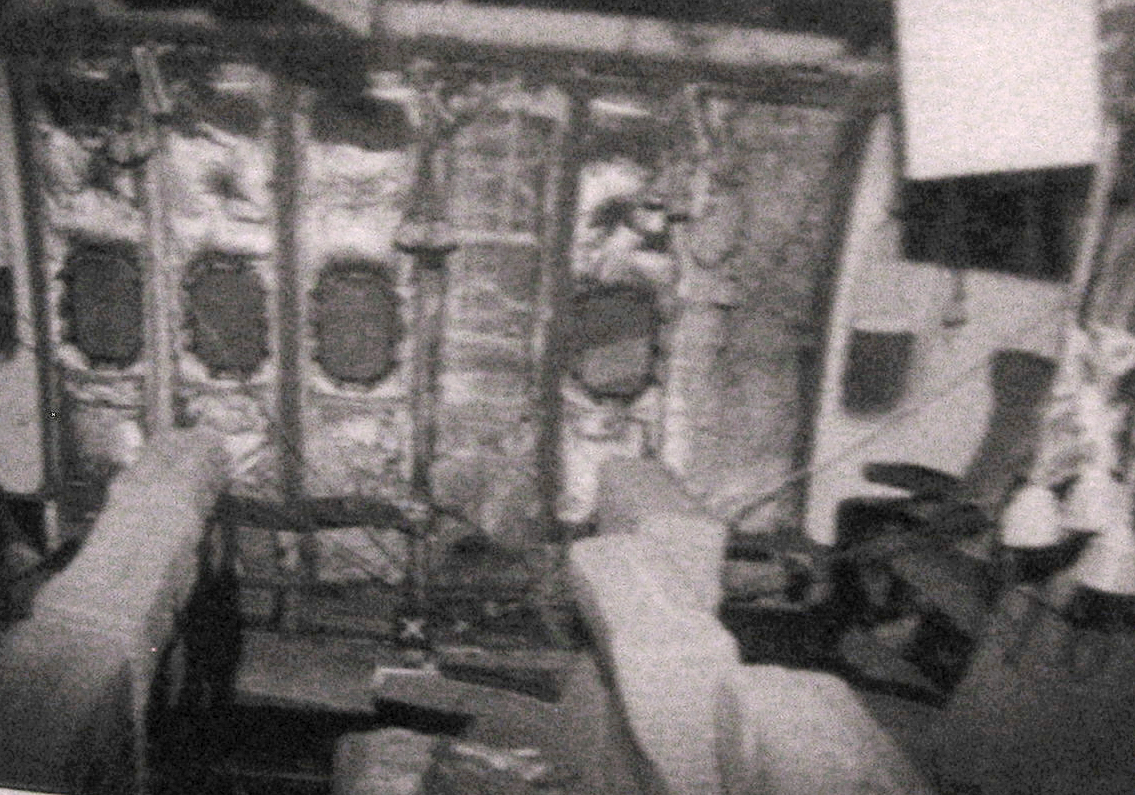
Một góc bên trong cabin máy bay, nơi diễn ra vụ nổ, được chụp bởi Hoa Kỳ Diplomatic Security Service

Chuyến bay 434 hạ cánh tại Cebu lúc 6:50 sáng, sau thời gian bay 1 giờ 15 phút. Lúc 8 giờ 38 phút, sau 38 phút chậm trễ do sân bay tắc nghẽn, máy bay đã cất cánh với tổng cộng 273 hành khách trên khoang. Trong số đó có Haruki Ikegami, 24 tuổi (池上春樹, Ikegami Haruki), một nhà sản xuất máy may công nghiệp Nhật Bản trở về từ chuyến công tác tới Cebu, chiếm vị trí 26K. Vào lúc 11:43 sáng theo Giờ miền Đông Indonesia, 4 giờ sau khi Yousef đặt quả bom của mình, thiết bị đã phát nổ chỗ ngồi của Ikegami, làm bị thương thêm 10 hành khách ở các ghế liền kề phía trước và phía sau ghế 26K. Người quản lý Fernando Bayot đã cố gắng kéo anh ta ra khỏi cái lỗ do vụ nổ gây ra, nhưng ngay sau đó Bayot nhận ra rằng một phần cơ thể của Ikegami đã bị mất và Ikegami đã chết. Sau đó Bayot báo cáo với thuyền trưởng. Vụ nổ cũng thổi bay một phần rộng hai foot vuông (0,2 m²) của sàn cabin để lại một lỗ hổng dẫn đến vị trí hầm hàng, và cabin mở rộng nhanh chóng do vụ nổ đã cắt đứt một số dây cáp điều khiển trên trần điều khiển. cánh lái bên phải của máy bay, cũng như các dây cáp kết nối với bộ điều khiển lái của cả Cơ trưởng và Cơ phó.
Mức độ nghiêm trọng của thảm họa đã được giảm bớt nhờ một số yếu tố giảm nhẹ. Một là chiếc 747 đặc biệt này có cách sắp xếp chỗ ngồi đã được sửa đổi thay vì cách bố trí tiêu chuẩn, làm cho ghế 26K trở thành hai hàng phía trước bình xăng trung tâm. Cái lỗ trên sàn bên dưới ghế đã xuyên qua khoang chứa hàng thay vì thùng nhiên liệu, giúp máy bay không bị nổ. Định hướng của quả bom, được định vị từ trước ra sau và hướng lên trên theo phương ngang, khiến vụ nổ mở rộng theo chiều dọc và chiều dọc. Điều này đã loại bỏ cấu trúc bên ngoài của máy bay, vì cơ thể của Ikegami đã hấp thụ phần lớn lực nổ; nửa dưới của cơ thể anh ta rơi vào khoang chứa hàng. Ngoài ra, do thời gian cất cánh từ Cebu bị chậm 38 phút, máy bay không ra biển xa như dự kiến, điều này góp phần khiến cơ trưởng có sẵn các phương án hạ cánh khẩn cấp.
Masaharu Mochizuki, một hành khách trên chuyến bay, kể lại rằng các hành khách, cả bị thương và không bị thương, ban đầu cố gắng di chuyển khỏi địa điểm xảy ra vụ nổ, nhưng phi hành đoàn đã yêu cầu hành khách ở yên tại chỗ cho đến khi có thể đánh giá được tình hình. Trợ lý theo đuổi và tiếp viên hàng không hạng phổ thông, Fernando Bayot, đã di chuyển một hành khách bị thương tên Yukihiko Osui ra khỏi địa điểm đánh bom. Bayot sau đó nhìn thấy Ikegami và cố gắng kéo anh ta ra khỏi hố, nhưng nhanh chóng nhận ra rằng phần lớn cơ thể dưới thắt lưng của Ikegami đã bị hư hại hoặc mất tích hoàn toàn. Để tránh gây thêm hoảng loạn, Bayot đã gọi một tiếp viên hàng không khác đến để thể hiện rằng họ đang chăm sóc nhu cầu của Ikegami bằng chăn và mặt nạ dưỡng khí, sau đó báo cáo mức độ thương tích của hành khách lên buồng lái. Trong số mười hành khách bị thương, một người cần được chăm sóc y tế khẩn cấp.

### Hạ cánh
Ngay sau vụ nổ, máy bay lao mạnh sang bên phải, nhưng chế độ lái tự động đã nhanh chóng khắc phục tình trạng nghiêng. Sau vụ nổ, Cơ trưởng Reyes đã yêu cầu Kỹ sư Hệ thống Dexter Comendador khảo sát khu vực vụ nổ để kiểm tra thiệt hại. Reyes thực hiện cuộc gọi Mayday, yêu cầu hạ cánh tại sân bay Naha, đảo Okinawa, tỉnh Okinawa. Kiểm soát viên không lưu Nhật Bản gặp khó khăn trong việc cố gắng hiểu yêu cầu của Reyes, vì vậy kiểm soát viên không lưu Mỹ từ một căn cứ quân sự của Hoa Kỳ ở Okinawa đã tiếp quản và xử lý việc hạ cánh của Reyes. Họ hướng một chiếc Learjet của Không quân Hoa Kỳ về phía PAL 434 để kiểm tra trực quan hư hỏng của thân máy bay bên ngoài và xác minh rằng bộ phận hạ cánh đã được đặt đúng vị trí. Chế độ lái tự động đã ngừng đáp ứng mệnh lệnh của Reyes và máy bay đã bay qua Okinawa.
Reyes cho biết trong một cuộc phỏng vấn cho bộ phim truyền hình Canada Mayday rằng khi ngắt chế độ lái tự động, anh ấy sợ rằng máy bay sẽ lao thẳng trở lại và phi hành đoàn sẽ mất kiểm soát máy bay; Tuy nhiên, vì nhu cầu cấp thiết phải hạ cánh nhanh chóng để chăm sóc những người bị thương và kiểm tra máy bay xem có bị hư hại thêm không, Reyes đã chỉ thị cho Cơ phó Jaime Herrera tự kiểm soát và sau đó Reyes tắt chế độ lái tự động. Máy bay không nghiêng sau khi ngắt chế độ lái tự động, nhưng nó cũng không phản hồi với đầu vào lái từ một trong hai bộ điều khiển do cáp điều khiển bị hỏng do bom gây ra. Phi hành đoàn đã cố gắng sử dụng các cánh hoa thị có thể cho phép máy bay lăn nhưng vẫn không thể thay đổi hướng của máy bay. Sau khi suy nghĩ về các phương pháp điều khiển giả định khác nhau, phi hành đoàn quyết định sử dụng lực đẩy để điều khiển máy bay phản lực, theo cách rất giống với phi hành đoàn của Chuyến bay 232 của United Airlines 5 năm trước đó, bởi vì các phương pháp điều khiển khác được cho là quá rủi ro để thử. hoặc sẽ không có nhiều tác dụng như những cách khác.
Bằng cách sử dụng van tiết lưu để điều khiển máy bay, giảm tốc độ không khí để vừa kiểm soát bán kính vòng quay vừa cho phép máy bay hạ độ cao, đồng thời đổ nhiên liệu để giảm bớt sức căng cho bộ phận hạ cánh, Cơ trưởng đã hạ cánh chiếc 747 bị hư hỏng xuống sân bay Naha lúc 12 giờ :45 chiều, một giờ sau khi quả bom phát nổ. 272 hành khách khác của máy bay và 20 thành viên phi hành đoàn sống sót.

## Quả bom
Các công tố viên Hoa Kỳ cho biết thiết bị này là một "quả bom siêu nhỏ" PETN "Mark II" được chế tạo bằng đồng hồ kỹ thuật số Casio như được mô tả trong Giai đoạn I của âm mưu Bojinka, đây là một thử nghiệm. Trên chuyến bay 434, Yousef đã sử dụng 1/10 sức nổ mà anh dự định sử dụng trên 11 máy bay chở khách của Hoa Kỳ vào tháng 1 năm 1995. Quả bom, hoặc ít nhất là tất cả các thành phần của nó, được thiết kế để lọt qua kiểm tra an ninh sân bay mà không bị phát hiện. Chất nổ được sử dụng là nitroglycerin lỏng, được ngụy trang dưới dạng một lọ dung dịch kính áp tròng.

## Hậu quả
Cảnh sát Manila đã có thể theo dõi pin được sử dụng trong quả bom và nhiều thứ bên trong nó từ Okinawa trở lại Manila. Cảnh sát phát hiện ra kế hoạch của Yousef vào đêm ngày 6 tháng 1 và rạng sáng ngày 7 tháng 1 năm 1995, và Yousef bị bắt một tháng sau đó tại Pakistan. Anh ta bị dẫn độ trở lại Hoa Kỳ để xét xử, trong đó Tòa án tối cao New York đã tuyên cho anh ta bản án chung thân cộng thêm 240 năm. Yousef đồng thời thụ án tại nhà tù ADX Florence. Đồng phạm của Ramzi Yousef cũng lãnh 240 năm tù.
Các thành viên phi hành đoàn và phi hành đoàn đã được Tổng thống Fidel Ramos khen ngợi vì "cách xử lý chuyên nghiệp trong một tình huống có thể xảy ra thảm họa" và đã đi theo con đường riêng của họ sau vụ việc. Ed Reyes chuyển đến Cebu Pacific để làm việc với tư cách là Phi công Kiểm tra Hành chính, người hướng dẫn chuyến bay và cơ trưởng của DC-9 cho đến khi nghỉ hưu vào năm 2002. Ông từng là Thư ký Hội đồng quản trị và Giám đốc Trường Hàng không Quốc tế Airlink, đồng thời là giáo sư khóa học hàng không tại Trường Hàng không Quốc tế Airlink. cùng một tổ chức cho đến khi ông qua đời vào ngày 14 tháng 2 năm 2007, vì bệnh ung thư tuyến tiền liệt. Cơ phó Jaime Herrera sau đó được thăng cấp Cơ trưởng và tiếp tục bay cho Philippine Airlines cho đến khi nghỉ hưu vào năm 2008. Ông qua đời vào ngày 27 tháng 3 năm 2021, hưởng thọ 73 tuổi. Kỹ sư hệ thống Dexter Comendador cũng chuyển đến Cebu Pacific vào năm 1998 và làm phi công quản lý trong công ty đó, sau đó chuyển đến Philippines AirAsia vào năm 2011, nơi ông giữ chức vụ COO và sau đó được bổ nhiệm làm Giám đốc điều hành tạm thời vào tháng 7 năm 2016 và Giám đốc điều hành vào tháng 1 năm 2017. Comendador nghỉ hưu vào tháng 7 năm 2019.
Chiếc máy bay, sau đó được đăng ký là EI-BWF, sau đó được chuyển đổi sang cấu hình chở hàng với tên gọi Boeing 747-283B(SF). Sau đó, nó đã được đổi chủ nhiều lần, luôn là cho các công ty vận tải hàng không, và cuối cùng được cất giữ vào năm 2007 tại Sân bay Châteauroux-Centre "Marcel Dassault".
Philippine Airlines vẫn sử dụng chuyến bay số hiệu 434, nhưng hãng hiện đang khai thác chặng bay Cebu–Narita sử dụng máy bay Airbus A321 hoặc A330. Hãng hàng không đã cho chiếc máy bay 747 cuối cùng nghỉ hưu vào tháng 9 năm 2014. PAL vẫn khai thác khu vực Manila-Tokyo (Narita và Haneda) riêng biệt.

## Kênh truyền hình
Sự kiện của Chuyến bay 434 được giới thiệu trong "Bomb on Board (Bom trên máy bay)", một tập Phần 3 (2005) của bộ phim truyền hình Canada Mayday (có tên là Khẩn cấp Hàng không và Thảm họa Hàng không ở Hoa Kỳ và Điều tra Tai nạn Hàng không ở Anh và các nơi khác trên thế giới ). Diễn viên người Canada gốc Philippines Von Flores đóng vai Cơ trưởng Reyes trong khi diễn viên kiêm diễn viên hài người Canada Sam Kalilieh đóng vai Ramzi Yousef.